# والتر برایت
والتر برایت (انگلیسی: Walter Bright؛ زادهٔ ح. ۱۹۵۷ (۶۷–۶۸ سال)) برنامه‌نویس، و دانشمند رایانه اهل ایالات متحده آمریکا است.وی طراح زبان برنامه‌نویسی دی است.